# 小韋特湖
53°01′00″N 13°33′53″E / 53.01667°N 13.56472°E
小韋特湖（德語：Kleiner Vätersee），是德國的湖泊，位於該國西南部，由勃蘭登堡州負責管轄，處於烏克馬克縣，長0.5公里、寬0.3公里，面積0.11平方公里，海拔高度58米。